# Lijana
Lijana (povijuša) je svaka drvenasta loza s dugim stabljikama koja je ukorijenjena u tlu i penje se ili uvija oko drugih biljaka. One su uočljiva komponenta ekosustava tropskih šuma i predstavljaju jednu od najvažnijih strukturnih razlika između tropskih i umjerenih šuma. Spljoštene ili uvrnute liane često se zapetljaju i tvore viseću mrežu vegetacije. Lijane pripadaju nekoliko različitih biljnih porodica i mogu narasti do 60 cm (oko 24 inča) u promjeru i 100 metara (oko 330 stopa) u duljinu. Ovi strukturni paraziti iskorištavaju debla i grane tropskog drveća kao potporu kako bi vlastito lišće smjestili u dobro osvijetljene dijelove krošnje šume. Prisutnost velikih lijana daje vrlo dobar pokazatelj starijih, zrelijih šumskih sastojina.
Iako ljudi koriste različite lijane u različite svrhe, od izvora svježe pitke vode (loze su često šuplje i provode vodu kroz biljku) do otrova i lijekova (kurare dolazi od lijane), postoji relativan nedostatak informacija o ovom vrlo velikom broju i raznolikom obliku života. Poznavanje lijana i njihove ekologije znatno zaostaje za drugim skupinama biljaka uglavnom zato što je proučavanje lijana komplicirano nestalnim obrascima rasta i taksonomskim nesigurnostima.
Lijane mogu predstavljati otprilike jednu četvrtinu svih drvenastih vrsta u tropskim šumama. Jedan popis lijana u panamskoj šumi otkrio je 90 vrsta lijana iz 21 porodice biljaka. Gustoća lijana u ovoj studiji nije ekstremna, jer mnoge sezonske tropske šume imaju mnogo veću gustoću. Utvrđeno je da lijane utječu na rast više od 50 posto stabala promjera većeg od 10 cm (4 inča). Iako je poznato da spletovi lijana usporavaju ponovni rast šume u prazninama krošnji, veliki broj životinja ovisi o lijanama za hranu u obliku lišća, soka, nektara, peludi i plodova.